# Žičara
Žičara je vrsta specijalne željeznice, prijevozni sustav u kojem se vozila (kabine ili sjedala za putnike, platforme ili košare za teret) kreću prisilno vođena duž trase određene čeličnim užetom razapetim među stupovima.
Usavršavanje čeličnih užeta omogućilo je na prijelazu u naše stoljeće i razvitak žičara. Žičare su se razvile kao prenosila stalne (kontinuirane) i povremene dobave, za prijenos na udaljenosti od nekoliko stotina metara pa do nekoliko desetaka kilometara. Žičare služe za prijenos materijala i ljudi kad treba premostiti duboke udoline ili svladati veće visinske prenose ili vuku teret u vagonima, visećim vagonetima, kabinama, stolicama, vučnim sidrima ili diskovima. 
Najvažniju skupinu čine žičare s voznim užetom i s visećim vagonetima ili kabinama koje se kreću po napetomu nosivom užetu. Drugu skupinu čine žičare različitih oblika s krutim ili prirodnim voznim stazama. Prema načinu pogona razlikuju se žičare s kružnim pogonom i žičare s povratnim pogonom, s obzirom na vrstu tereta razlikuju se teretne i osobne žičare, a s obzirom na broj užeta s jedne strane pruge razlikuju se žičare s jednim užetom i žičare s dva užeta.

## Povijest
Prvi prikazi jednostavnih postrojenja sličnih današnjim teretnim žičarama nalaze se na kineskim crtežima iz doba 400. do 250. pr. Kr. Od tada se takva postrojenja za prijenos robe preko rijeka i kanjona s pomoću užeta od konoplje s ovješenim košarama pojavljuju u Japanu i Indiji, a poslije i u Europi, ponajprije pri gradnji utvrda. Konstruiranjem čeličnog užeta 1834. i početkom njegove tvorničke proizvodnje otvoren je put gradnji suvremenih teretnih te napose putničkih žičara, pa je tako prva privatna žičara s kabinom za dvije osobe i ručnim pogonom izgrađena 1866. kraj Schaffhausena, dok je prva žičara s kabinom za javni putnički prijevoz izgrađena 1908. kraj Bolzana (Južni Tirol); iste godine gostioničar Robert Winterhalder postavio je u Schollachu (Schwarzwald, Njemačka) vučnicu s nisko vođenim užetom, a prva vučnica suvremene izvedbe s visoko vođenim vučnim užetom postavljena je u Davosu 1933. Prva žičara sa sjedalicama izvedena je 1935. u mjestu Sun Valley (Idaho, SAD). Sredinim 20. stoljeća ubrzano su se počele graditi turističke i sportske žičare, pa se do danas njihov broj povećao gotovo pedeset puta (na primjer u Francuskoj ih ima više od 4 000, dok su zemlje s više od 3 000 žičara SAD, Austrija, Japan i Italija). Najviša postaja putničke žičare nalazi se u Venezueli, na 4 765 m, a teretne u Čileu, na 5 900 m. Premda gradnja žičara podliježe vrlo strogim propisima, ipak se događaju povremene nesreće zbog iznimnih vremenskih uvjeta u planinskim područjima, ili zbog umora materijala na osjetljivim mjestima zahvata kabine ili sjedalice s užetom. Tako se između 1960. i 2008. diljem svijeta dogodilo tridesetak većih nesreća, u kojima je poginulo više od 250 putnika.

## Podjela
Žičare se primjenjuje u turizmu, sportu i javnom prometu za prijevoz osoba (putničke žičare), te u industriji, šumarstvu, rudarstvu i građevinarstvu za prijevoz materijala (teretne žičare), osobito na mjestima gdje treba pojednostavniti promet, svladati velike terenske prepreke i visinske razlike. Između čeličnih, betonskih ili drvenih stupova, koji nadvisuju prepreke i svladavaju uzbrdice, razapeto je jedno čelično uže ili više užadi. Prema načinu povlačenja vozila razlikuju se žičare s dva užeta, kod kojih se vozila kreću po nosećem užetu razapetu među stupovima, a vuče ih drugo, pogonsko uže, te žičare s jednim užetom, koje je istodobno pogonsko i noseće. U krajnjim točkama žičare nalaze se postaje za ukrcaj i iskrcaj tereta ili putnika, pogonsko postrojenje, sustav za zatezanje užadi i drugo. Prema načinu odvijanja prometa razlikuju se žičare s kružnim (usmjerenim) pogonom (promet se odvija po užetu uvijek u istom smjeru) i žičare s povratnim (izmjeničnim) pogonom. Kružni je pogon s jednim užetom i omogućava istodobno prometovanje više košara, kabina i drugog, koje kruže oko obiju postaja, ili se po potrebi u jednoj od njih isključuju i poslije ponovno uključuju u promet. Kod povratnoga pogona jedna se kabina (ili više njih međusobno povezanih) giba vučena (ili spuštana) pogonskim užetom po istom nosećem užetu u jednom smjeru, zatim u povratnom smjeru. Najčešće su tada na istim stupovima postavljena dva međusobno usporedna noseća užeta, svako sa svojom kabinom. Dok se jedna kabina uzdiže, druga se po svojem užetu spušta, i obratno, što daje bolju uravnoteženost i smanjuje opterećenje pogonskoga sustava. Pogonski je stroj najčešće istosmjerni elektromotor (jedan ili više njih) smješten u jednoj od postaja (obično gornjoj), koji preko spojke pokreće kotač s pogonskim užetom. Ako u mreži nestane električne struje, elektromotor se napaja strujom iz autonomnoga strujnog agregata, a po potrebi se u pogon uključuje i rezervni Dieselov motor. Postoje i žičare s pogonom na samoj kabini, no rijetko su u uporabi. Takva je na primjer bila putnička žičara Josefsbergseilbahn kraj Merana (Južni Tirol), koja je prometovala od 1979, do 1990., a za teretni je prijevoz u Švicarskoj patentirana žičara Lasso Mule s pogonom iznad noseće platforme za terete do 250 kg i nagibe od 45°. 

### Putničke žičare
Putničke žičare najčešće služe za prijevoz skijaša i turista u više gorske predjele, ali postoje i njihove gradske izvedbe. Putnici se prevoze u kabinama ili na sjedalicama, ili ih žičara vuče u stojećem stavu po zasniježenoj voznoj stazi (vučnice): 
- viseće žičare su žičare kod koje su vozila ovješena o jedno ili više užadi. Pojam viseće žičare neovisan je o načinu pomicanja užadi, funkcije užadi, načina priključivanja vozila na uže i vrsti vozila, a prema tipu vozila dijeli se na kabinske žičare i sjedežnice. Viseća žičara dijeli se na žičare s povratnim tokom i žičare s kružnim tokom. Žičara s kružnim tokom je žičara kod koje se vozila kreću na način da se pomiču uvijek u istom smjeru duž svoje trase. Pričvršćivanje vozila na uže može se izvesti pomoću trajnih ili odvojivih stezaljki. Žičara s povratnim tokom je žičara kod koje se vozila između postaja kreću na način da se pomiču naprijed i nazad. Ove su žičare obično opremljene s dva zatvorena vozila ili grupama vozila trajno spojenih za vučno uže;
  - kabinske žičare za četiri do nekoliko desetaka putnika po kabini kružnoga su toka s jednim užetom, a putnici ulaze u kabinu i izlaze iz nje u vožnji ili se kabine kratkotrajno iskapčaju iz prometa; brzine takvih žičara jesu oko 10 m/s (36 km/h);
  - gondolske žičare s velikim kabinama, za više od sto putnika (takozvane gondole), povratnoga su pogona s nosećim i vučnim užetom;
  - žičare sa sjedalicama (takozvane sjedežnice) za jednoga ili više putnika (2, 3, 4, 6 ili 8) imaju kružni tok, s jednim su užetom, a putnici na postajama sjedaju i silaze sa sjedalica u vožnji pri brzinama do 2 m/s; sjedalice sjedežnica za više putnika i s većom brzinom (oko 5 m/s) na postajama se radi lakšeg izlaska i ulaska putnika kratkotrajno iskapčaju iz pogona;
- uspinjače su žičara kod koje se vozila vuku pomoću jednog ili više užeta po posebno uređenoj trasi, a vozila se kreću na kotačima različitih izvedbi koja su prilagođena trasi;
- vučnice su žičare koja vuče u pravilu skijaše koristeći vučne uređaje po vučnoj trasi. Pričvršćivanje vučnice na uže može se izvesti pomoću trajnih ili odvojivih stezaljki. Vučnice se dijele na fiksne vučnice koje su trajno postavljene na nekoj lokaciji ili privremeno postavljene vučnice s nisko vođenim užetom. Vučnice se grade s kružnim pogonom i jednim užetom, na koje su izravno pričvršćeni rukohvati za skijaše (vučnice s nisko vođenim užetom), ili je za uže pričvršćena užad na krajevima koje se nalaze sidra ili tanjurići za vuču skijaša (vučnice s visoko vođenim užetom).

#### Osobne žičare s voznim užetom
Osobne žičare s voznim užetom mogu se razvrstati prema istim osobinama kao i teretne žičare. Žičara s dva užeta za kružni pogon imaju kabine za 4 osobe. Kabine se na ulazu u stanicu, odnosno na izlazu iz stanice automatski otkapčaju, odnosno prikapčaju na vučno uže. U staničnim prostorijama kabine se kreću vođene ručno po zakretnoj tračnici. Brzina vučnog užeta iznosi do 3,5 m/s. 

#### Žičara s dva užeta za povratni pogon
Žičara s dva užeta za povratni pogon imaju kabine za 20 do 80 osoba, brzina im je od 5 do 6 m/s (najviše 10 m/s), a dobava od 400 do 500 osoba na sat. Ukupna duljina takvih žičara iznosi od 1 do 4 km. Na krajnjim točkama žičare nalaze se stanice. Žičare za povratni pogon ubrajaju se među prenosila povremene dobave. 

#### Žičara s jednim užetom za kružni pogon
Žičara s jednim užetom za kružni pogon ima stolice čvrsto spojene s beskonačnim vučnim užetom. Da bi se omogućilo sjedanje u sjedalice i silazak s njih za vrijeme vožnje, brzina im nije veća od 1,6 do 1,8 m/s.

#### Žičare s krutom ili prirodnom voznom stazom
Žičare s krutom ili prirodnom voznom stazom imaju samo vučno uže, a umjesto nosivog užeta teret nosi kruta ili prirodna vozna staza, kao na primjer tračnice slične željezničkim (uspinjače) ili zemljište pokriveno snijegom (vučnice). Beskonačno vučno uže vučnice postavljeno je iznad zemlje na stupovima. Skijaš s prikopčanim skijama stoji na snijegu i vučno ga uže pomoću zahvatnog užeta vuče uzbrdo. 

### Teretne žičare
Teretne žičare mogu služiti za prijevoz sipkoga materijala (zemlja, pijesak, kamen) s mjesta iskopa do mjesta preradbe ili pretovara u područjima gdje je prijevoz drugim sredstvima otežan. Obično su to žičare kružnoga toka s jednim nosećim i jednim vučnim užetom, s prijevoznom moći 30 do 300 t/h. Za komadni prijenos ili transport (na primjer prijenos trupaca) koriste se kružne žičare s jednim užetom (nosećim i vučnim) za koje su pričvršćene hvataljke ili košare za teret. U šumarstvu su to često privremeno postavljene prenosive žičare s Dieselovim pogonskim motorom, a prijevozna im je moć do 30 t/h.

#### Teretne žičare s voznim užetom
Teretne žičare s voznim užetom služe uglavnom za prijenos sipkih materijala, a samo se rijetko upotrebljavaju i za komadnu robu. Često povezuju mjesto iskopa sipkog materijala s mjestom njegove prerade ili mjestom pretovara na neka druga prenosna sredstva. Žičare s voznim užetom u prvom se redu primjenjuju tamo gdje zbog konfiguracije i nosivosti zemljišta nema potrebnih uvjeta za upotrebu nekih drugih prenosnih sredstava. Skup teretne žičare s voznim užetom prikazan je na slici. 

#### Žičara s jednim užetom
Žičara s jednim užetom ima beskonačno uže koje kruži, a služi kao nosivi i vučni dio za viseće vagonete. Vagoneti su za uže trajno pričvršćeni ili se u stanicama, na krajevima žičare, prikapčaju ili otkapčaju od užeta. Žičare s jednim užetom često se postavljaju kao privremene (provizorne), na primjer prenosive žičare za izvlačenje debala iz šume, a dobava im iznosi do t/h.

#### Žičara s dva užeta
Žičara s dva užeta imaju na svakoj strani pruge po jedno nosivo uže što služi kao vozna pruga za viseće vagonete koje pokreće beskonačno vučno uže. Nosivo je uže na jednom kraju usidreno, a na drugome opterećeno utegom za natezanje. Takve žičare mogu biti izgrađene za kružni ili povratni pogon. Žičare se s povratnim pogonom grade samo za kratke udaljenosti (do 3 km), jer na svakom kraju vučnog užeta može biti pričvršćen samo jedan vagonet. Teretne žičare s kružnim pogonom imaju dobavu od 50 do 300 t/h, a pri tom je korisna masa po vagonetu od 0,3 do 2 t. Ukupna duljina teretne žičare s kružnim pogonom iznosi od 0,3 do 40 km, brzina je vučnog užeta od 1 do 3 m/s, a razmak visećih vagoneta od 40 do 100 m. 

## Žičare u Hrvatskoj
U Hrvatskoj, osim vučnica, postoji više žičara sa sjedalicama na Medvednici, Platku i Bjelolasici. Iz Zagreba je na vrh Medvednice prometovala Žičara Sljeme, prvotno puštena u promet 1963., a zatvorena 2007. zbog kvara na elektromotoru i neisplativosti saniranja. Žičara je imala 90 putničkih kabina za četiri osobe. Svladavala je udaljenost od 4 017 metara, te visinsku razliku od 670 metara, pa se svrstavala u najduže žičare te vrste u Europi. Bila je postavljena na 13 stupova visokih 7 do 14 metara; najveći raspon između stupova bio je 606 metara, a najveća visina kabine od tla 65 metara. Nosiva užad bila je promjera 36 mm, a jedno beskonačno vučno uže promjera 26 mm. Dva pogonska elektromotora, svaki po 92 kW, bila su smještena u gornjoj postaji. Brzina vožnje bila je 3 m/s, a vožnja je trajala 23 minute. 
Žičara Sljeme ponovno je otvorena 23. veljače 2022. 
Najmodernija je kabinska Žičara Dubrovnik, izgrađena 1969., a potpuno obnovljena 2010; njezine dvije kabine, kapaciteta po 30 putnika, u mimosmjernom kretanju svladavaju udaljenost od 778 m za manje od 4 minute, omogućujući turistima posjet vidikovcu na vrhu brda Srđ.

## Vanjske poveznice
|  | Zajednički poslužitelj ima još gradiva o temi Žičara |

- Žičara Hrvatska tehnička enciklopedija, portal hrvatske tehničke baštine. LZMK